# Энсаймада
Энсаймада (кат. Ensaïmada, исп. Ensaimada) — хлебобулочные и кондитерские изделия, происхождением из Мальорки, Испания. Эта выпечка распространена на большинстве бывших испанских территорий в Латинской Америке и на Филиппинах.

## Описание
Первые письменные упоминания об энсаймаде относятся к XVII веку. В то время, хотя пшеничная мука в основном использовалась для приготовления хлеба, есть доказательства того, что эта выпечка готовилась для фестивалей и праздников. В 1854 году предприниматель Гарин открыл пекарню в Пуэрта-дель-Соль (Мадрид) под названием La Mallorquina и популяризировал эту выпечку в столице.
Энсаймада делается из грубой муки, воды, сахара, яиц, опары и своего рода измельчённого свиного сала под названием саим. Так как энсаймада делается вручную, нет единых показателей веса каждого ингредиента, поэтому рецепты даются с определением доли каждого ингредиента. Название происходит от старокаталонского слова «саим», что означает «свиное сало» (от араб. سمين‎ самин, что означает «жир»).
На Мальорке и Ивисе есть сладкое блюдо под названием грейшонера, делается из оставшихся частей энсаймады.

## Варианты
Энсаймады, делающиеся далеко от Балеарских островов Испании, как правило, имеют очень разные вкусовые качества, в основном потому, что тот же самый вид свиного сала не используется за пределами этих островов и близлежащих районов с аналогичными кулинарными традициями (Валенсия и Каталония). Узнать, использовалось ли свиное сало, если это нельзя определить по вкусу, можно при помощи листа бумаги. Настоящая энсаймада должна окрашивать его свиным салом (которое при нагревании имеет текстуру масла).
На Филиппинах также пекут энсаймаду. Филиппины были испанской колонией на протяжении более 300 лет, филиппинский вариант развивался на протяжении многих веков, и является одним из самых распространённых деликатесов в стране. Местная энсаймада представляет собой булочку, запечённую с маслом вместо свиного сала и покрытую сверху тёртым сыром и сахаром, иногда добавляют яичный крем. Во время рождественских праздников традиционно для выпечки используют разновидность сыра эдам под названием кесо де бола. Кроме того, во время Рождества принято есть энсаймаду с горячим шоколадом и клубникой. Благодаря своей чрезвычайной популярности на островах в качестве закуски местные сети пекарней, такие как Goldilocks и Red Ribbon, также предлагают энсаймаду по их собственному рецепту.
В Пуэрто-Рико, другой испанской колонии до 1898 года, энсаймада называется мальорка (исп. Mallorca) и традиционно подаётся на завтрак или полдник.